# Fiorenza Sommaripa
Fiorenza Sommaripa, morte après 1520, est une membre de la noblesse latine des îles grecques.

## Biographie
Elle est fille de Nicolò Ier Sommaripa et de son épouse, une femme issue de la famille da Pesaro, dont le nom est inconnu.
Elle épouse en 1479 le Vénitien Zuan Francesco Venier (mort en 1518).
Son frère Crusino succède à leur père à Paros à la mort de ce dernier vers 1505. Il est mort sans descendant à la fin de 1517 ou au début de 1518 ; comme il la déteste, il lègue l'île à un parent, Polimeno Sommaripa.
L'île de Paros est ainsi disputée entre plusieurs prétendants, dont le duc de Naxos qui la revendique comme faisant partie de ses domaines seigneuriaux après l'extinction de sa lignée successorale. Cependant, la république de Venise ne souhaitant pas que Paros soit incorporée à Naxos, elle occupe l’île en attendant que la question de la succession puisse être résolue par une commission d'experts siégeant à Venise.
En juillet 1520, le sénat vénitien décide que Fiorenza Venier est l'héritière légitime et lui attribue l'île, ce qui amène une dynastie vénitienne au pouvoir à Paros. Elle cède alors l'île à son fils.

## Descendance
1. Nicolò Venier, seigneur de 1520 à 1530.
2. Cecilia Venier, dame de 1531 à 1537.